# Congettura di protezione cronologica
(Stephen Hawking (1992))
La congettura di protezione cronologica è una congettura, formulata dal fisico Stephen Hawking, che ipotizza che le leggi della fisica siano tali da impedire la nascita di curve temporali chiuse, almeno su scale che non siano sub-microscopiche.
Questa congettura nasce per risolvere il cosiddetto paradosso del nonno, che rende implausibile la possibilità di viaggi nel tempo verso il passato. La possibilità di viaggi nel tempo verso il futuro è invece consentita dalla fisica einsteniana senza alcun paradosso, anche se quest'ultima è contraddittoria nel principio di causalità dicasi del paradosso temporale.

## Il paradosso del nonno
Uno dei soggetti più usati dalla fantascienza che parla di viaggi nel tempo è il paradosso a volte citato come "paradosso del nonno". Il protagonista della storia riesce a scoprire un modo per viaggiare nel tempo (vedi anche La macchina del tempo di H.G. Wells o Terminator), la utilizza per tornare di alcuni anni nel passato e uccidere il proprio nonno prima che questi possa generare la sua discendenza. Questo fatto rende impossibile la nascita del protagonista, il viaggio e quindi l'uccisione stessa; ma questo rende di nuovo possibile la nascita del protagonista, e così via.
Questo paradosso, e le sue varianti in cui ad esempio uccide sé stesso da giovane oppure viene fatta una domanda a una macchina la cui risposta implica l'impossibilità della stessa e viceversa, viene utilizzato per dimostrare l'impossibilità logica dei viaggi a ritroso nel tempo.